# IV Giochi panamericani
I IV Giochi panamericani si svolsero a San Paolo, Brasile, dal 20 aprile al 5 maggio 1963.

## Assegnazione
I Giochi furono assegnati a San Paolo dopo una votazione che vide vincente, con 18 voti a 5, sulla canadese Winnipeg. San Paolo all'epoca era una città in costante crescita con la metà della popolazione di età inferiore ai 21 anni, un fattore questo che favoriva la pratica sportiva in generale.

## I Giochi
La cerimonia di apertura avvenne allo Stadio Pacaembu. La fiamma panamericana entrò allo stadio portata da José Telles da Conceição, primo brasiliano della storia a vincere una medaglia olimpica nell'atletica leggera, fatto avvenuto 11 anni prima a Helsinki 1952. Dopo il giuramento fatto dal campione del mondo del 1959 di pallacanestro Amaury Antônio Pasos, i Giochi furono dichiarati aperti. Con 1665 atleti presenti di 22 nazioni, fu l'edizione dei Giochi panamericani con la minor partecipazione, mentre il Brasile ottenne la miglior posizione nel medagliere, la seconda, pur con solo un quarto delle medaglie vinte dalla delegazione statunitense, dominatrice dei Giochi.
Tra i protagonisti dei Giochi ci furono la tennista di casa Maria Bueno, il campione olimpico del lungo Ralph Boston, la futura campionessa dei 100m a Tokyo Edith McGuire, e il nuotatore Roy Saari, vincitore di 400m e 1500m sl, che batte (nei 400) Don Schollander, futuro quattro volte medaglia d'oro a Tokyo 1964. I padroni di casa brasiliani vinsero, per la prima volta, il torneo di calcio, i due tornei di pallavolo e, unica volta in tutta la storia dei Giochi, il torneo di pallanuoto. In cambio, entrambi i tornei di basket videro vittoriosi gli statunitensi.

### Paesi partecipanti
22 nazioni presero parte ai Giochi, anche se solo 21 apparvero nella lista; per la prima volta partecipava Barbados, mentre Costa Rica, Haiti, Nicaragua e Repubblica Dominicana, che furono presenti a Chicago 1959, non parteciparono.
- Antille Olandesi
- Argentina
- Bahamas
- Barbados
- Brasile
- Canada
- Cile
- Cuba
- Ecuador
- El Salvador
- Giamaica
- Guatemala
- Guyana
- Messico
- Panama
- Perù
- Porto Rico
- Stati Uniti
- Trinidad e Tobago
- Uruguay
- Venezuela

### Sport
- Atletica leggera
- Calcio
- Nuoto
- Pallacanestro
- Pallanuoto
- Scherma

- Tuffi

## Medagliere
| #      | Nazione           | Oro | Argento | Bronzo | Totale |
| ------ | ----------------- | --- | ------- | ------ | ------ |
| 1      | Stati Uniti       | 106 | 56      | 37     | 199    |
| 2      | Brasile           | 14  | 20      | 18     | 52     |
| 3      | Canada            | 11  | 27      | 26     | 64     |
| 4      | Argentina         | 8   | 15      | 16     | 29     |
| 5      | Cuba              | 4   | 6       | 4      | 14     |
| 6      | Uruguay           | 4   | 1       | 8      | 13     |
| 7      | Venezuela         | 3   | 5       | 9      | 17     |
| 8      | Messico           | 2   | 8       | 15     | 25     |
| 9      | Cile              | 2   | 2       | 6      | 10     |
| 10     | Trinidad e Tobago | 1   | 1       | 2      | 4      |
| 11     | Guyana britannica | 1   | 0       | 0      | 1      |
| 12     | Antille Olandesi  | 0   | 4       | 2      | 6      |
| 13     | Giamaica          | 0   | 2       | 2      | 4      |
| 13     | Porto Rico        | 0   | 2       | 2      | 4      |
| 15     | Guatemala         | 0   | 2       | 0      | 2      |
| 16     | Panama            | 0   | 1       | 3      | 4      |
| 17     | Perù              | 0   | 1       | 1      | 2      |
| 18     | Barbados          | 0   | 0       | 3      | 3      |
| Totale | Totale            | 157 | 153     | 154    | 464    |